# 毛蕊银莲花
毛蕊银莲花（学名：Anemone cathayensis var. hispida）为毛茛科银莲花属下的一个变种。